# Gare de Réding
Ne doit pas être confondu avec Gare de Redding (Amtrak) ou Gare de Reading.
La gare de Réding est une gare ferroviaire française des lignes de Noisy-le-Sec à Strasbourg-Ville (dite de Paris à Strasbourg), de Réding à Metz-Ville et de Réding à Diemeringen, située sur le territoire de la commune de Réding, dans le département de la Moselle, en région Grand Est.
Elle est mise en service en 1877, par la Direction générale impériale des chemins de fer d'Alsace-Lorraine (EL). C'est une gare de la Société nationale des chemins de fer français (SNCF), du réseau TER Grand Est, desservie par des trains express régionaux.

## Situation ferroviaire

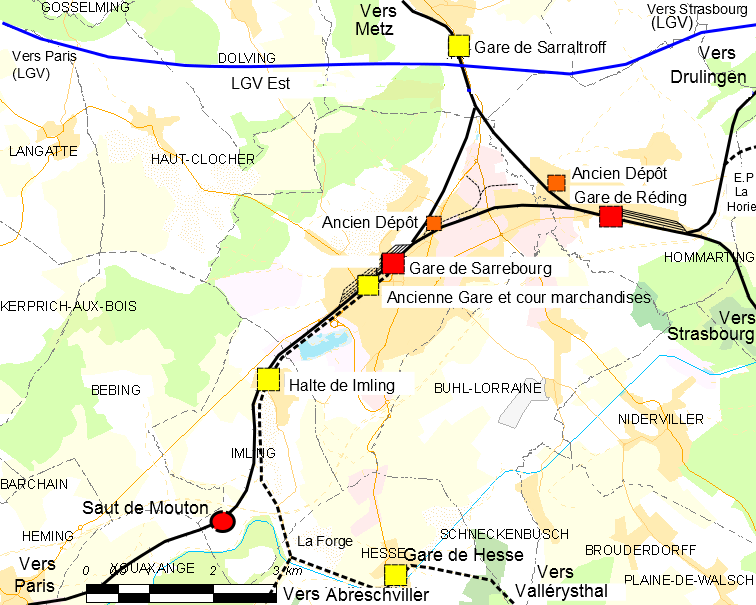
Plan des lignes du secteur ferroviaire de Sarrebourg – Réding.

Établie à 254 mètres d'altitude, la gare de bifurcation de Réding est située au point kilométrique (PK) 435,200 de la ligne de Noisy-le-Sec à Strasbourg-Ville (dite ligne de Paris à Strasbourg), entre les gares ouvertes de Sarrebourg et de Lutzelbourg (s'intercale la gare fermée d'Arzviller).
Elle constitue l'origine, au PK 66,821 (origine du chaînage : gare de Strasbourg-Ville), de la ligne de Réding à Metz-Ville, avant la gare ouverte de Berthelming (s'intercalent les gares fermées de Sarraltroff et d'Oberstinzel).
Elle est également l'origine, au PK 0,000, de l'ancienne ligne de Réding à Diemeringen, déclassée entre Drulingen et Diemeringen. Cette ligne est raccordée à la LGV Est européenne.
La gare de Réding est distante d'environ trois kilomètres de la gare de Sarrebourg. Le raccordement de Sarrebourg à Sarraltroff permet aux trains en provenance de Strasbourg et à destination de Metz (ou inversement) de desservir Sarrebourg.

## Histoire

### Gare allemande (EL)
Avant même l'ouverture, le 1er novembre 1872, de la ligne de Sarreguemines à Sarrebourg, la Direction générale impériale des chemins de fer d'Alsace-Lorraine (EL) s'intéresse à un projet de rapprochement des places fortes de Metz et Strasbourg avec la création d'une gare de bifurcation sur la ligne de Paris à Strasbourg à Réding. Elle produit le projet définitif de la gare de Réding le 11 août 1872.

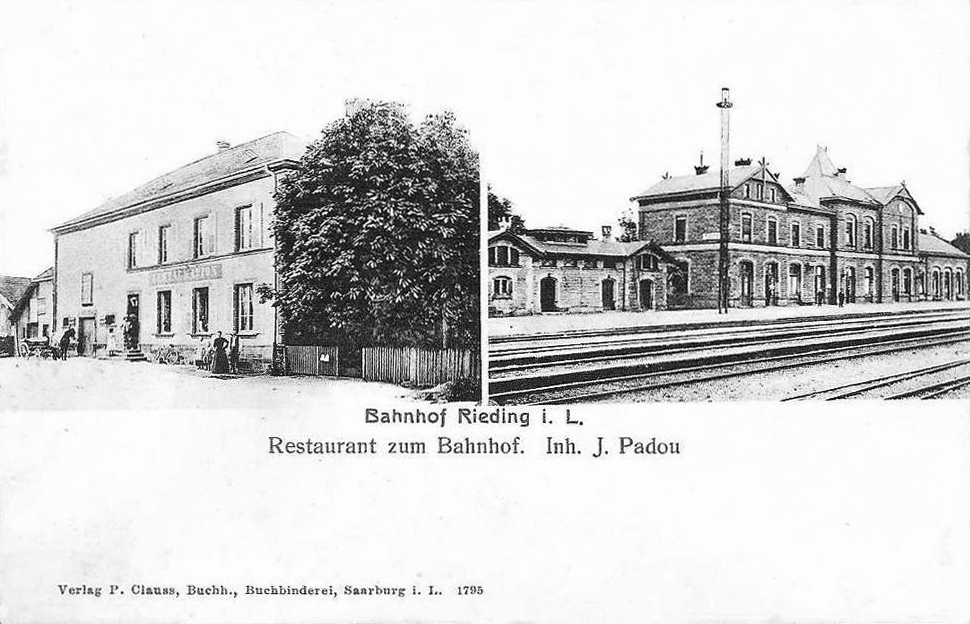
La gare vers 1900.

Après la fixation de l'origine de la nouvelle ligne à Rémilly par la loi du 11 juin 1873, un crédit extraordinaire pour sa construction est attribué par l'arrêté impérial du 18 septembre 1873. Le tracé projeté débute à Rémilly, double la ligne de Sarreguemines à Sarrebourg de Berthelming à Sarraltroff, puis rejoint la ligne de Paris à Strasbourg, par un court raccordement de 2,79 kilomètres, en un point où est prévue la création de la nouvelle gare.
Le chantier de construction est ouvert en 1874. Il est complété en 1876 avec un chantier pour la création d'un faisceau de voies de triage. Cette même année, un pont au-dessus des voies de la gare avec un tablier métallique est installé pour le passage de la route nationale 4. On y construit également un petit dépôt de locomotives. L'ouverture du court tronçon de raccordement, de Sarraltroff à Réding, le 15 octobre 1877 permet la mise en service de l'ensemble des installations de la nouvelle gare. Elle dispose d'un important bâtiment voyageurs de style germanique, construit en granit rose.
Rapidement le trafic de la ligne prend de l'ampleur du fait qu'elle devient le tronçon central d'un axe ferroviaire allant de la mer du Nord à la Suisse. En 1879, la desserte quotidienne est de six trains de voyageurs dans chaque sens. L'administration allemande va faire évoluer la gare au fur et à mesure de la montée en puissance de la desserte. Cela nécessite notamment l'ajout d'un complément de voies et la création de logements pour les cheminots. En 1896, on y installe l'électricité.
En 1912, un dépôt de locomotives comportant une rotonde se trouve entre le bâtiment voyageurs, la halle à marchandises et le triage (direction Strasbourg). Le site compte également trois châteaux d'eau situés entre le bâtiment voyageurs et le pont routier (direction Paris/Metz).

### Gare française (AL)
Le 19 juin 1919, la gare entre dans le réseau de l'Administration des chemins de fer d'Alsace et de Lorraine (AL), à la suite de la victoire française lors de la Première Guerre mondiale. Dans les années 1920-1930, sa position stratégique de nœud ferroviaire en arrière de la ligne Maginot va favoriser sa fréquentation et l'extension de ses installations.

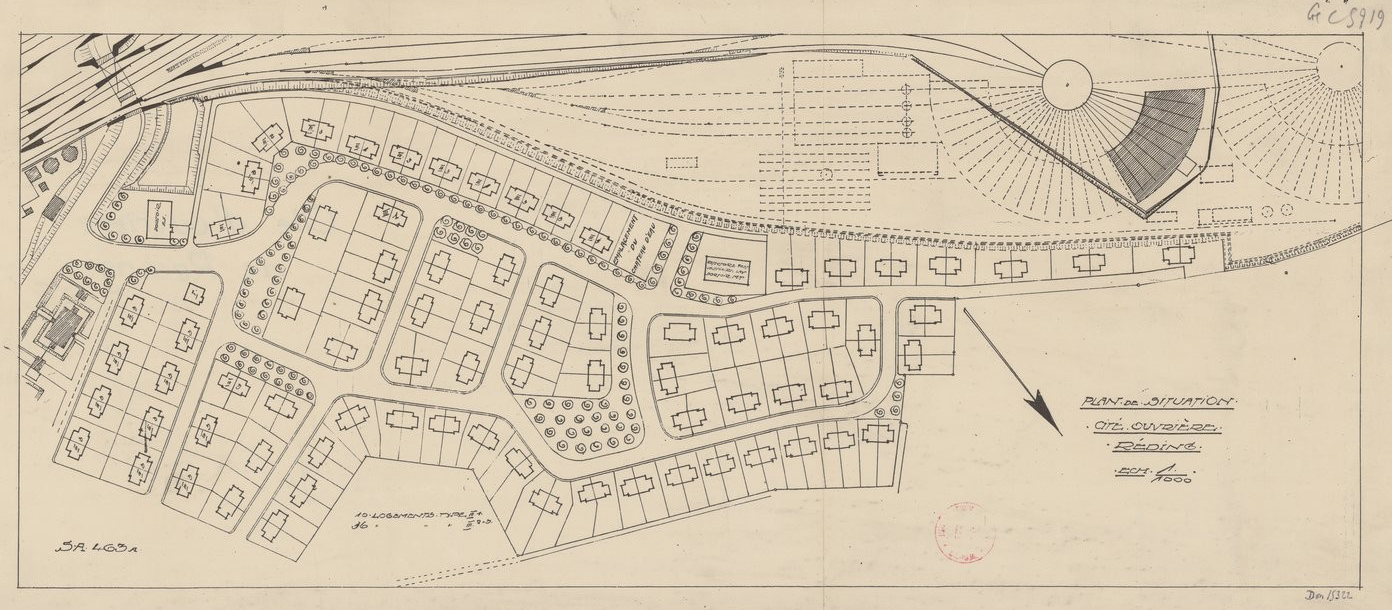
Plan de 1932, cité ouvrière et dépôt de Réding.

Les 21 juillet et 8 novembre 1924 le ministre des travaux publics produit des décisions pour plusieurs nouvelles installations : création d'un nouveau dépôt de locomotives (il constitue une annexe du dépôt de Sarrebourg), atelier de réparation, et une autorisation pour la construction d'une nouvelle cité ouvrière pour les cheminots. L'ensemble de ces éléments est construit, en bordure de la ligne vers Metz, à partir de 1926. Le dépôt est réalisé dans le cadre des améliorations stratégiques du réseau du Nord-Est. Cette même année 1926 l'Administration des chemins de fer AL fait un important forage pour alimenter en eau le dépôt et la cité ouvrière des cheminots. Elle réalise un puits de 295 mètres de profondeur pour un diamètre utilisable de 30 cm. Il permet de pomper 1 000 litres par minute sans faire baisser le niveau de l'eau dans le puits. L'année suivante est installé un système d'épuration des eaux du dépôt, de la cité ouvrière et des fosses septiques.
Le 14 avril 1930 une nouvelle décision du Ministre prévoit l'agrandissement du triage dans le cadre d'un vaste programme de renforcement du réseau avec notamment le passage à quatre voies de la ligne principale de Paris, la reprise et la fin des travaux de la ligne de Drulingen ainsi que la création d'un chantier militaire à Drulingen. Le 6 novembre 1931, a lieu l'adjudication du troisième lot de l'agrandissement de la gare à la Société alsacienne de travaux publics, de Strasbourg, pour 1 339 311 francs. Le dépôt est achevé durant cette année 1931. Celui-ci comporte deux ponts tournants desservant chacun trente voies, une rotonde à huit voies et deux châteaux d'eau.
Le 13 juin 1933, l'entrepreneur de Metz, Louis Welles, construit, en gare au PK 65,926 au-dessus du triage, un passage supérieur en béton à neuf ouvertures, pour un coût de 779 626 francs. En 1932, l'Administration des chemins de fer AL ouvrit un concours, sur la base d'un avant projet conçu par son bureau d'études, pour la réalisation d'un nouveau pont routier permettant à la route nationale 4 de franchir les voies ferrées. L'ancien pont de 1876 étant devenu le lieu de plusieurs accidents, il était également insuffisant face à l'augmentation de la circulation automobile et du trafic ferroviaire. De plus, le tablier métallique de celui-ci présentait des signes de fatigue. C'est le projet en béton armé des établissements Zublin et Perrière de Strasbourg qui fut retenu.
L'actuel pont routier, de type bow-string, est livré à la circulation le 22 avril 1934. Le cout total du chantier représente 1 900 000 francs.
La ligne vers Drulingen est achevée en décembre 1936 ; elle permet notamment la desserte d'un dépôt de munitions pour l'approvisionnement du secteur fortifié de la Sarre pouvant accueillir une batterie d'artillerie lourde sur voie ferrée. Cette même année a lieu la modernisation des installations techniques avec notamment la mise en service en 1937 d'une signalisation lumineuse et de deux postes électriques Westinghouse de 90 et 150 leviers.

### Gare allemande (1940-1944)
Après la nouvelle annexion allemande de l'Alsace-Lorraine, c'est la Deutsche Reichsbahn qui gère la gare pendant la Seconde Guerre mondiale, du 1er juillet 1940 jusqu'à la Libération (en 1944 – 1945). De 1940 à 1944, la gare devient un point important de la Résistance-Fer. Son dépôt est décrit comme étant une « plaque tournante des filières d'évasion de l'Est mosellan ».

### Gare française (SNCF)

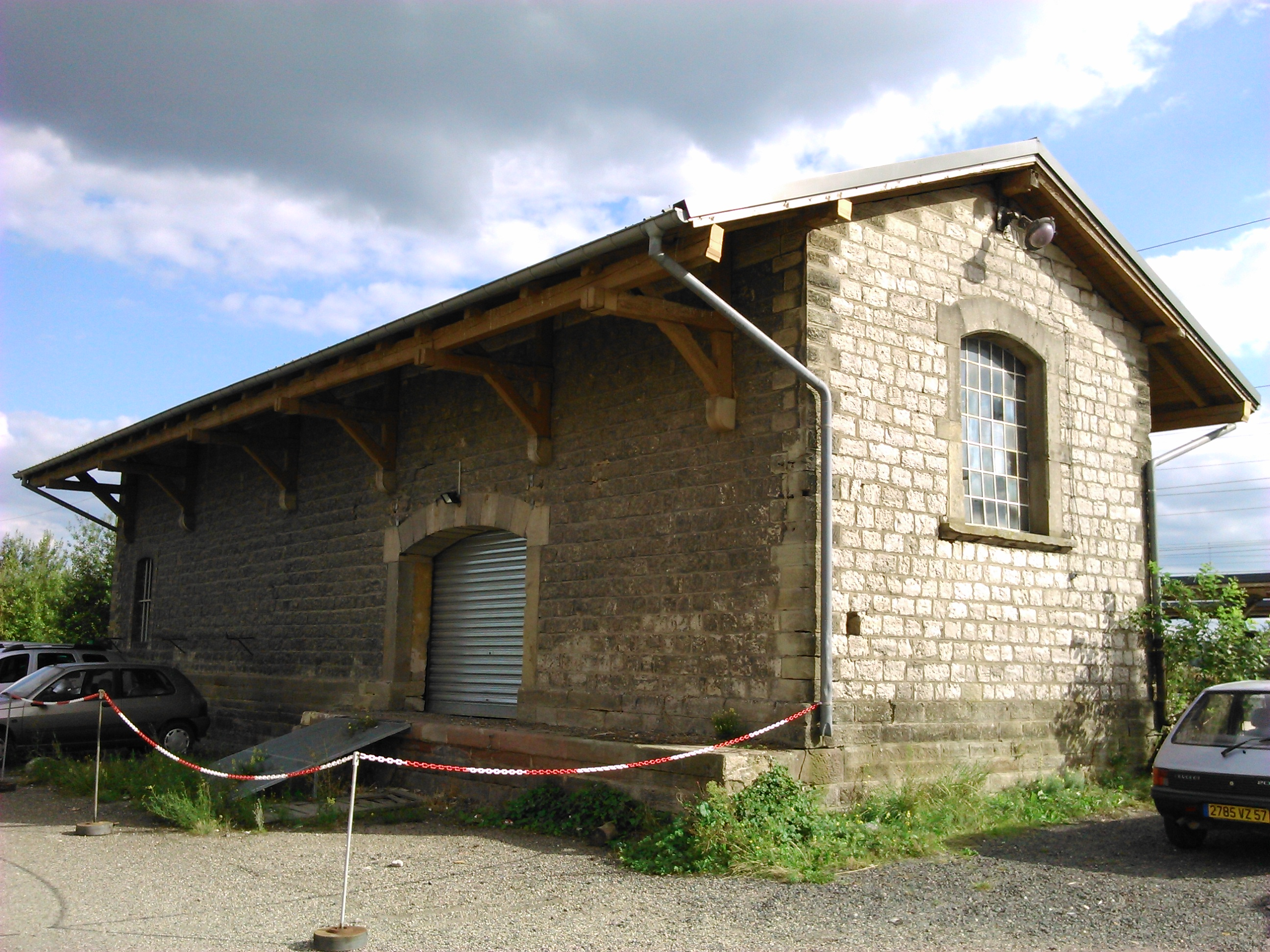
L'ancienne halle à marchandises, démolie en 2016.

Dans les années 1950, les effectifs du dépôt de Réding étaient de 30 machines dont des 130 C. Les voies de la gare sont électrifiées en 1956.
En 1976, le trafic quotidien des gares de Sarrebourg et de Réding est de 43 trains de voyageurs et 110 trains de marchandises. Les deux gares délivrent plus de 600 billets tous les jours et emploient 120 agents. L'ancienne rotonde du dépôt, désaffectée, est démolie entre 1979 et 1980.
Le train Corail reliant Strasbourg à Lille, et qui effectuait un arrêt en gare de Réding, est supprimé le 11 décembre 2004.

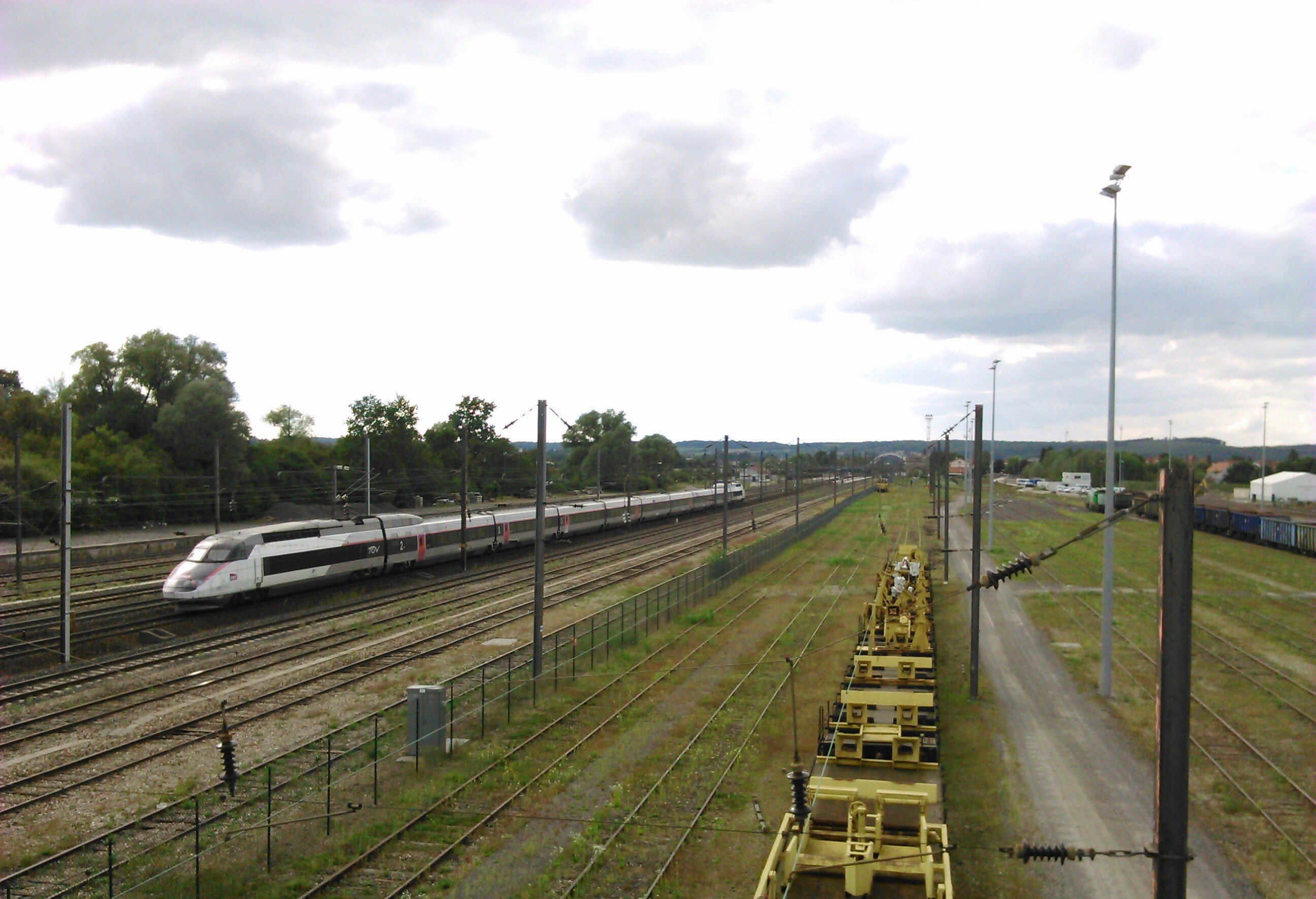
Un TGV, en direction de Paris, passant sans arrêt le long du triage.

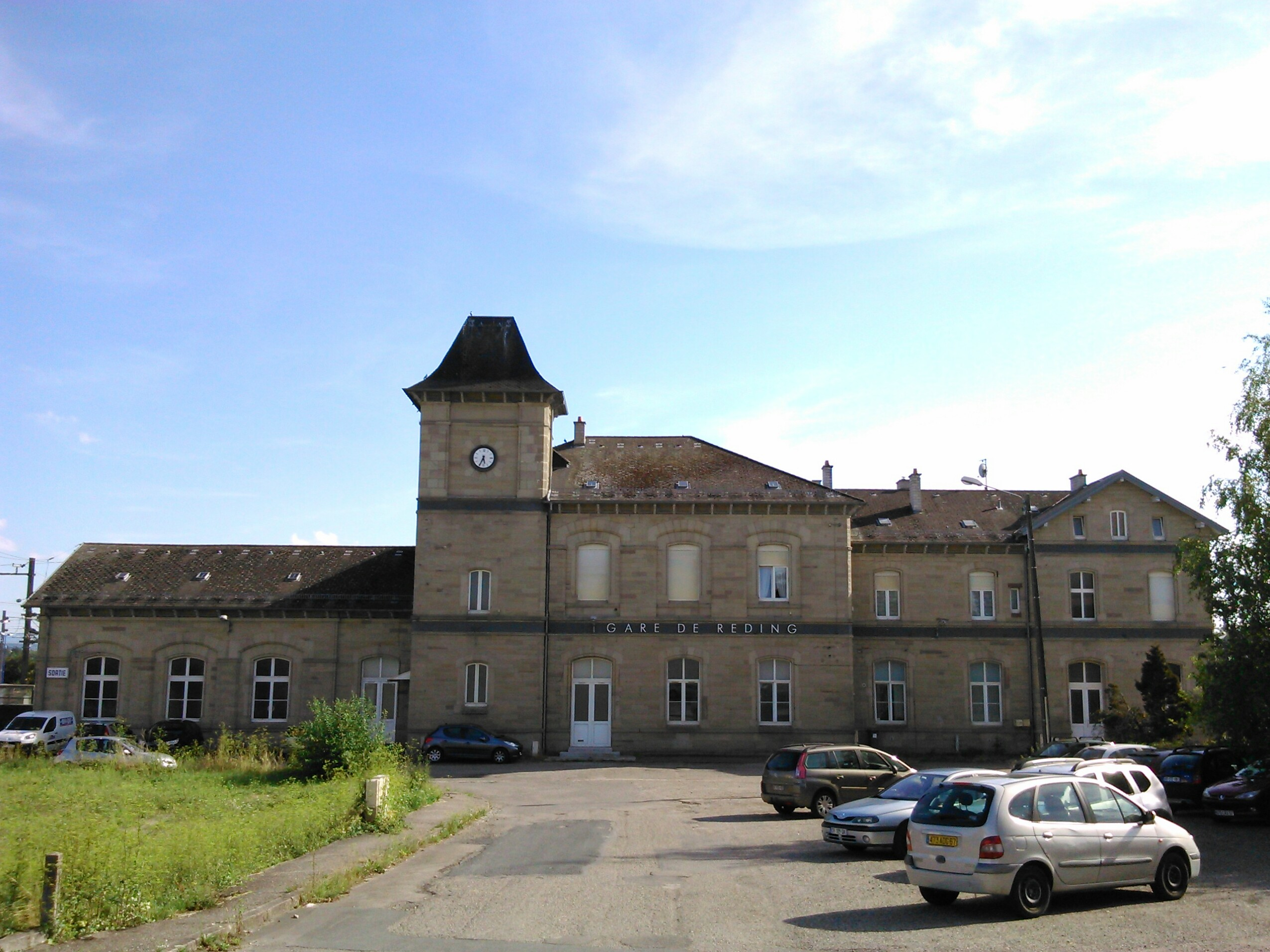
La place de la Gare, avant le réaménagement de 2016.

Le nouveau poste d'aiguillage informatisé de Réding, construit le long des voies du triage, est opérationnel depuis 2012. Il remplace les deux anciens postes mécaniques (dont le poste 1, situé en face du bâtiment voyageurs, qui était surnommé « le phare » en raison de son architecture) qui sont démolis fin 2013. Constituant un nœud ferroviaire situé sensiblement à égale distance de Baudrecourt et de Strasbourg et disposant d'un important faisceau de voies de triage, elle est choisie pour accueillir la base travaux de la 2e phase de la LGV Est européenne. Celle-ci est opérationnelle depuis juin 2013. La base travaux et la base vie occupent le triage tandis que le site de stockage du ballast est installé au sein de l'ancien dépôt de munitions au nord-est de la commune. La même année, les quais de la gare sont modernisés. Les 9 et 10 novembre 2013, les deux postes d'aiguillage mécaniques de Sarrebourg sont également remplacés par le poste d'aiguillage informatisé de Réding. L'opération a nécessité la suspension de toutes les circulations du secteur de Sarrebourg - Réding durant 24 heures.
La première pierre de la base de maintenance de la LGV Est (qui prend place sur le site de l'ancien dépôt) est posée le 14 avril 2015 en présence de Jacques Rapoport, président de SNCF Réseau. Le 28 août 2015 vers 1 h 50, un train de ballast, servant à tester les ouvrages d'art de la LGV Est, a dérivé sur une voie de service de la gare. Le train a percuté un heurtoir entrainant le déraillement d'un wagon et causant des dégâts sur la signalétique, l'éclairage et le bâtiment voyageurs.
Les TER 200 reliant Nancy ou Luxembourg à Bâle sont supprimés au nouveau service horaire du 3 avril 2016. La place de la Gare est réaménagée en 2016. Les travaux, qui avaient débuté à la fin de l'été, comprennent la démolition de l'ancienne halle à marchandises, la réalisation de 140 places de stationnement et de six emplacements de dépose-minute ainsi que la mise en place d'un abri sécurisé pour les vélos.
Le 25 octobre 2021, des wagons mal triés arrivés en gare de Réding ont dû être réacheminés en transport exceptionnel par camion jusqu’à la frontière franco-allemande.

## Fréquentation
De 2015 à 2024, selon les estimations de la SNCF, la fréquentation annuelle de la gare s'élève aux nombres indiqués dans le tableau ci-dessous.
| Année     | 2015   | 2016   | 2017   | 2018   | 2019   | 2020   | 2021   | 2022   | 2023   | 2024   |
| --------- | ------ | ------ | ------ | ------ | ------ | ------ | ------ | ------ | ------ | ------ |
| Voyageurs | 33 952 | 33 727 | 43 273 | 50 947 | 59 618 | 44 147 | 51 178 | 65 176 | 77 354 | 86 328 |

## Service des voyageurs

### Accueil
Un passage souterrain permet la traversée des voies.

### Desserte
Réding est desservie par des trains express régionaux, sur les relations :
- Strasbourg – Nancy ;
- Strasbourg – Metz ;
- Sélestat / Strasbourg – Saverne – Sarrebourg.

Installations et desserte
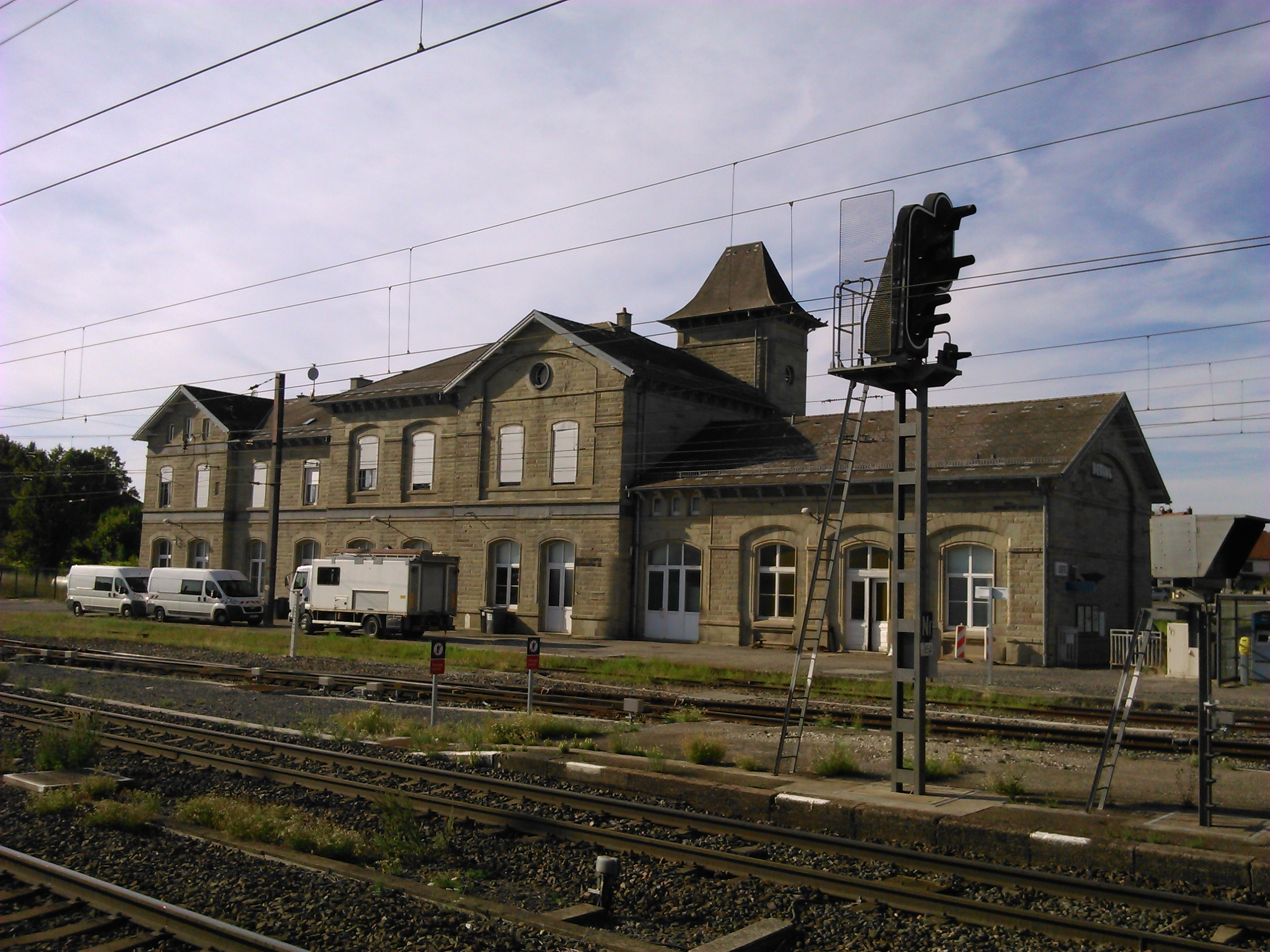
Bâtiment voyageurs, vu du côté des voies.
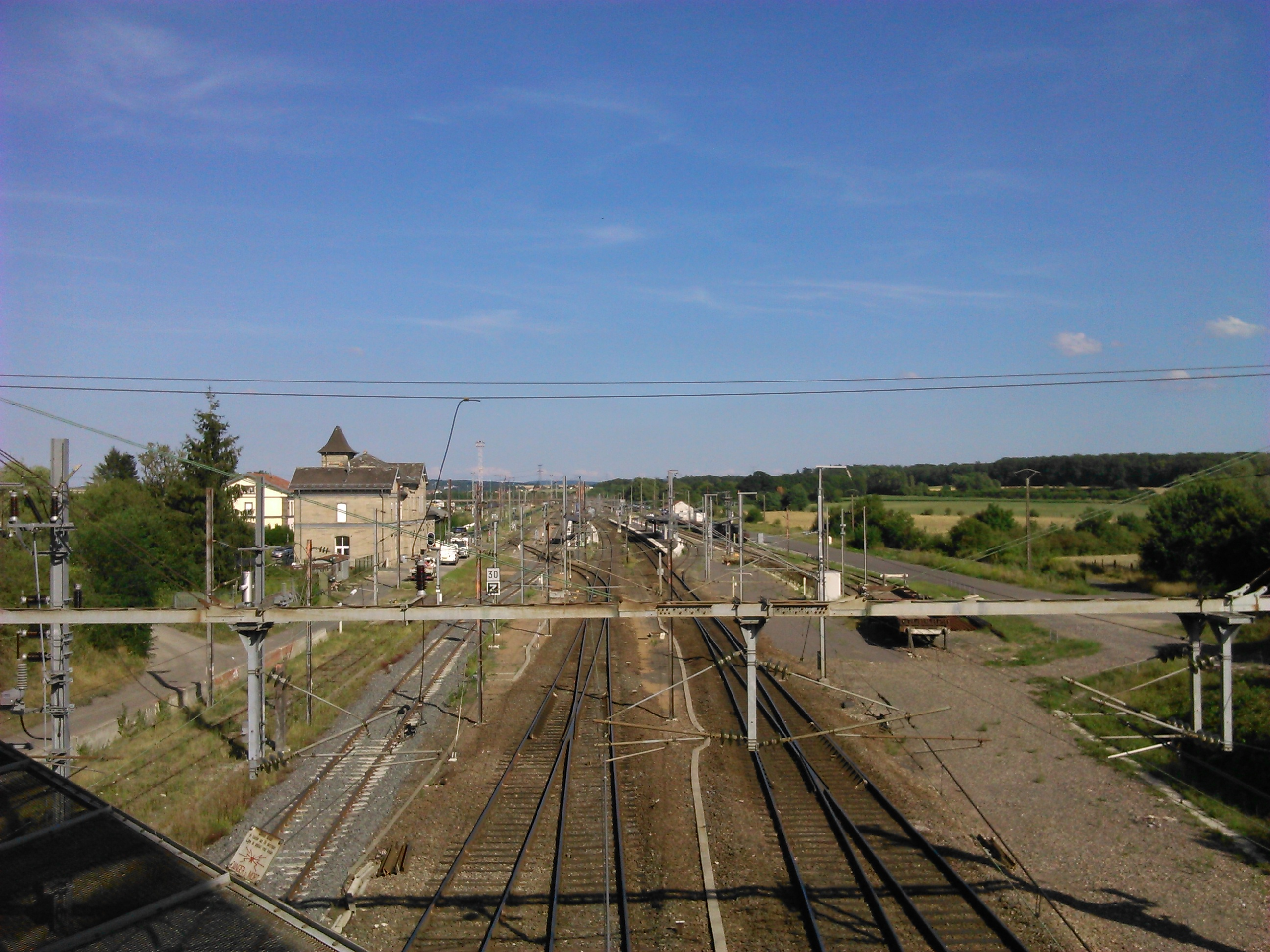
Vue générale sur le site.
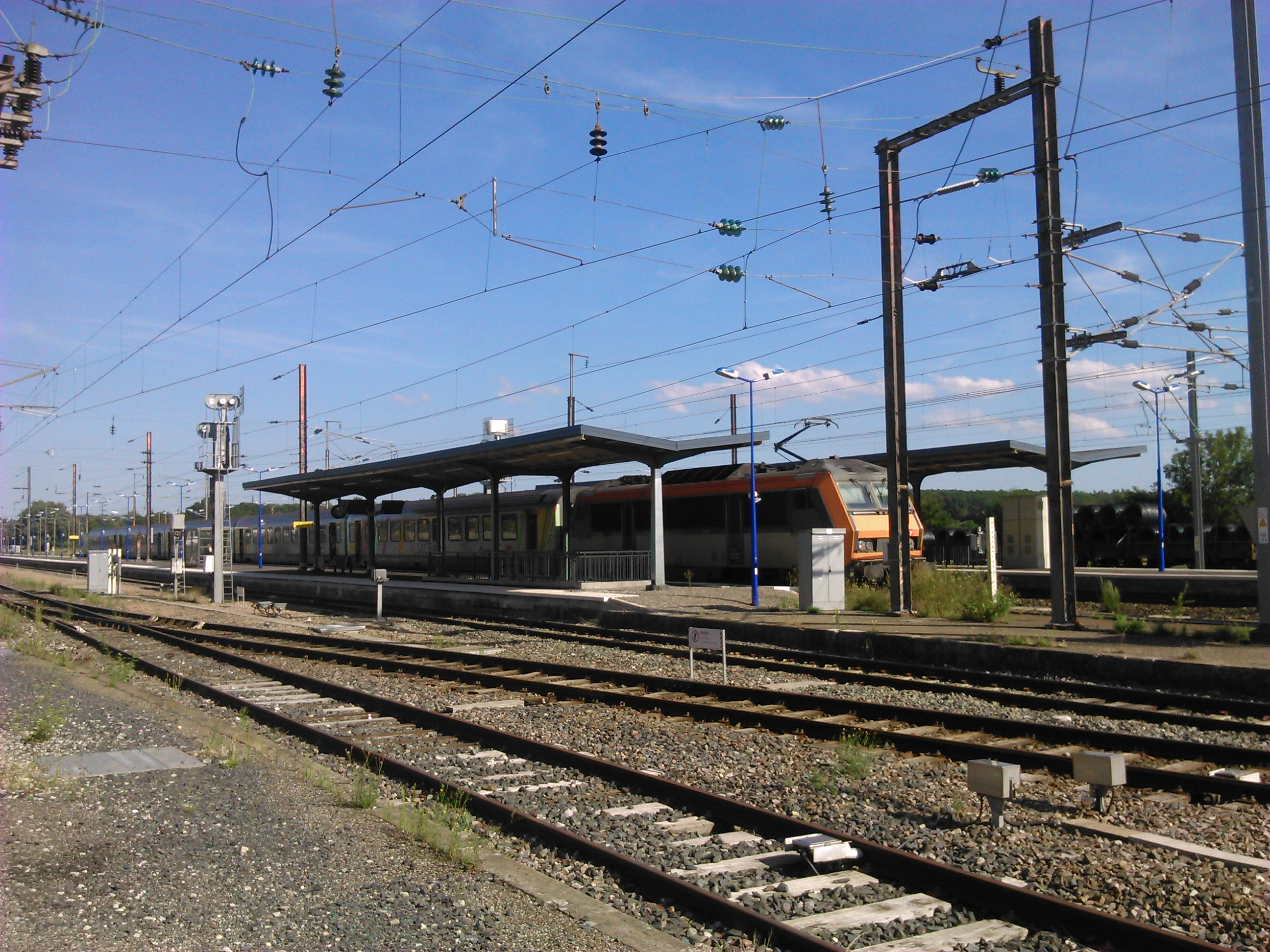
Train desservant la gare.

### Intermodalité
La gare est également desservie par : des autocars TER et des autocars du réseau Fluo Grand Est ; la ligne 1 (Terrasses de la Sarre – Réding) du service iSibus (réseau de transports en commun de l'agglomération sarrebourgeoise).
Un parking est aménagé devant le bâtiment voyageurs.

## Service du fret
La gare est ouverte au service du fret pour les trains entiers et les wagons isolés pour la desserte du quai militaire.
Elle est désignée site stratégique du service militaire des chemins de fer.
Le triage s'étend sur environ 1,1 km de long pour 100 mètres de large.